# Abrochia moza
Abrochia moza là một loài bướm đêm thuộc phân họ Arctiinae, họ Erebidae.